# Ragionatore automatico
Un ragionatore automatico è un software in grado di svolgere dei ragionamenti su delle basi di conoscenza adeguatamente formalizzate.
Il ragionamento, in questo caso, è inteso come la capacità di elaborare la base di conoscenza secondo alcune regole, in modo da validare ed analizzare la base di conoscenza stessa.
Le possibilità del ragionatore dipendono strettamente dal linguaggio adoperato per formalizzare la base di conoscenza.

## Forme di ragionamento automatico
- Validazione: controllo di coerenza interna della base di conoscenza.
- Analisi: esplicitazione, da parte del ragionatore, della conoscenza implicita nella base di conoscenza.
- Inferenza, o deduzione. Se il linguaggio adoperato prevede la possibilità di esprimere una conoscenza incompleta, il ragionatore potrà individuare quei fatti che sono impliciti in tutti i possibili modelli che soddisfano la base di conoscenza. La possibilità di effettuare automaticamente l'inferenza è l'elemento che più di altri mostra la differenza fra il ragionamento automatico e la semplice computazione.

## Impieghi
Un recente ambito di impiego dei ragionatori automatici è il web semantico, dove le basi di conoscenza possono essere espresse in vari linguaggi computabili, il più espressivo dei quali è OWL.